# 有机肥

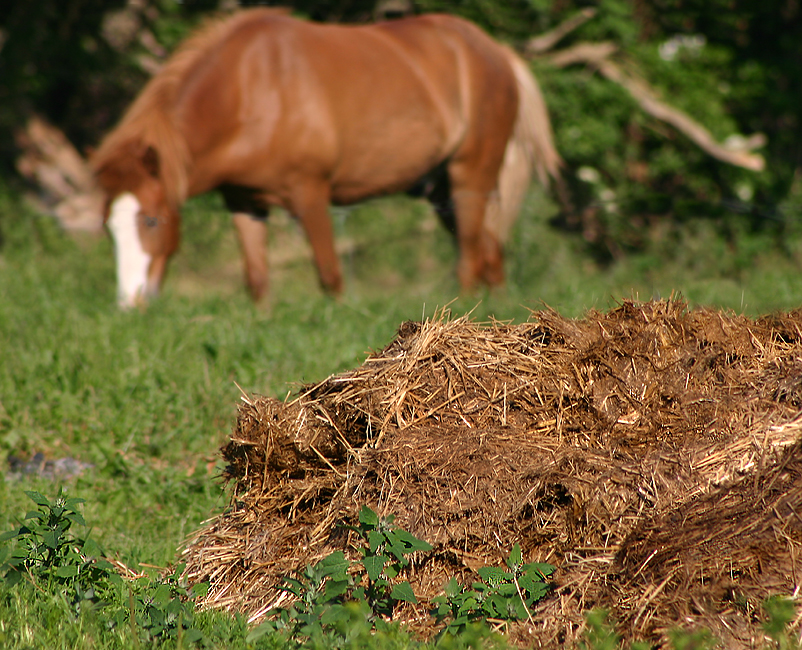
粪肥

有机肥指用作肥料的粪便、秸秆等有机物，包含粪肥、堆肥等。有机肥有利于提高土壤的肥力，改良酸碱性土壤、增加土壤透气性和保水保肥功能。

## 成分
常見畜禽糞肥之有機物含量、含水率、含氮率、含磷率、含鉀率整理如下表。
|            | 豬糞    | 雞糞     | 牛糞   |
| ---------- | ------- | -------- | ------ |
| 每日排糞量 | 1.9公斤 | 0.14公斤 | 30公斤 |
| 有機物含量 | 25%     | 25%      | 25%    |
| 含水率     | 70%     | 70%      | 80%    |
| 含氮率     | 0.45%   | 1.63%    | 0.34%  |
| 含磷率     | 0.2%    | 1.54%    | 0.16%  |
| 含鉀率     | 0.6%    | 0.85%    | 0.4%   |

## 效果
以糞肥為代表的有機肥高養分、肥效穩定持久：糞肥中含有各種營養元素外，另含部分刺激植物根系生長的物質及各種有益的土壤微生物。糞肥中有大量腐植酸，可疏鬆土壤、改善土壤養分，利於根系生長，持續保有土壤的肥沃及增加保水功能、調節土壤溫度、促進土壤中微生物的繁殖。畜禽糞便依性質分為熱性、溫性和涼性，具有調節土壤溫度的功效。但使用未經腐熟的糞肥含鹽分比率較重，易導致土壤鹽漬化、燒苗及種子發育不全。糞便若未經高溫完全發酵，其中含有之較多的病菌、蟲卵及雜草種子，易發生蟲害，對植物成長帶來不良影響。針對不同糞肥來源問題，可能存在著微量元素含量超標，甚至含有重金屬、抗生素等情況，影響作物的安全性。傳統有機廢棄物處理是採用堆肥或快速發酵，依賴微生物或菌種分解有機質，造成廢棄物中有機質有約50%至60%流失，由於分解過程需3至6 個月，相當費時，需要大範圍空間且需經常翻堆，處理過程會衍生空污、水汙等問題。

## 生產
將禽畜糞和農場廢棄物 (如稻殼、米糠、蔗渣、太空包等)堆肥化，確保至少15天的溫度需超過50℃，藉由堆肥化過程所產生的高溫來消滅其中病原菌、雜草種子及蟲卵，而堆肥化過程亦可使有機資材的碳/氮比降低，再輔以適量的翻堆，確保堆肥腐熟 。
利用添加免堆配方至有機廢棄物中，使有機廢棄物可不經60天以上之傳統堆肥之處理過程，以直接快速「3小時內」改造及調配有機廢棄物、產出有機質肥料，不僅符合作物生長及安全之需求，又省時、省力、省空間，又無污水、無臭、無毒，一舉數得 。以100公斤的廚餘為例，假設含水率為80%，分別採傳統堆肥堆置60天，另以高速發酵處理3天後再堆置30天，相較採用免堆處理添加2公斤反應劑經 1小時及3~24小時乾燥後，其乾料及水分比變化如下表。
| 技術別       | 處理時間 | 處理後之成品 | 處理後之成品 | 處理後之成品 | 處理後之成品 |
|              |          | 乾料重(公斤) | 水份重(公斤) | 總重量(公斤) | 含水率(%)    |
| ------------ | -------- | ------------ | ------------ | ------------ | ------------ |
| 未處理       | 未處理   | 20           | 80           | 100          | 80           |
| 傳統堆肥技術 | 60天     | 10           | 5            | 15           | 33           |
| 高速發酵技術 | 3天+30天 | 10           | 5            | 15           | 33           |
| 免堆濕肥技術 | 1小時    | 22           | 80           | 102          | 78           |
| 免堆固肥技術 | 3~24小時 | 22           | 11           | 33           | 33           |

## 另見
- 厭氧消化
- 糞菌
- 牛糞

## 延伸閱讀
- Winterhalder, B., R. Larsen, and R. B. Thomas. . Human Ecology. 1974., 2: 89–104. doi:10.1007/BF01558115.

## 外部連結
- Antibiotics and Hormones in Animal Manure (Webcast): A two part webcast series about the science available on potential risks and best management practices related to antibiotics and hormones from animal manure
- Cornell Manure Program （页面存档备份，存于）
- Livestock and Poultry Environmental Learning Center, an eXtension community of practice about animal manure management
- Manure Management, Water Quality Information Center, U.S. Department of Agriculture （页面存档备份，存于）
- Manure advice for use in gardens
- Green Plant Organic Fertilizer （页面存档备份，存于）